# 倫琴峰
倫琴峰（英語：Röntgen Peak）是南極洲的山峰，位於帕默群島的布拉班特島，處於科克本角東南面1.9公里的巴斯德半島東北部，在1953年繪入阿根廷政府地圖，由英國南極名稱諮詢委員會命名，現時由南極條約體系管理。